# Haidong gumdo
Le Haidong Gumdo 해동검도, 海東劍道, est l'art martial du sabre coréen. 

## Étymologie
Son nom est composé de Haidong (해동) qui fait référence à l'ancien nom de la Corée (le pays à l'est du Balhae), et de Gumdo (검도) qui vient des caractères chinois 劍道 (Jian Dao), signifiant la “voie du sabre” au sens large. Haidong Gumdo peut donc se traduire par "la voie du sabre coréen".

## Historique
L'origine exacte du Haidong Gumdo est actuellement soumise à controverse. Plusieurs arts martiaux ont dans leurs techniques la pratique du sabre, et plusieurs revendiquent la paternité de la pratique. Deux opinions s'affrontent. L'une affirme que le Haidong Gumdo vient de la pratique du Kendo (Escrime japonaise), et qu'il s'agit d'une discipline assez moderne. L'autre assure qu'il s'agit d'un art martial ancestral, datant du IIIe siècle avant notre ère, basé sur la tradition de Koguryŏ.

## Controverse juridique
(30 juin 2017).
Le contenu est difficilement compréhensible vu les erreurs de traduction, qui sont peut-être dues à l'utilisation d'un logiciel de traduction automatique.

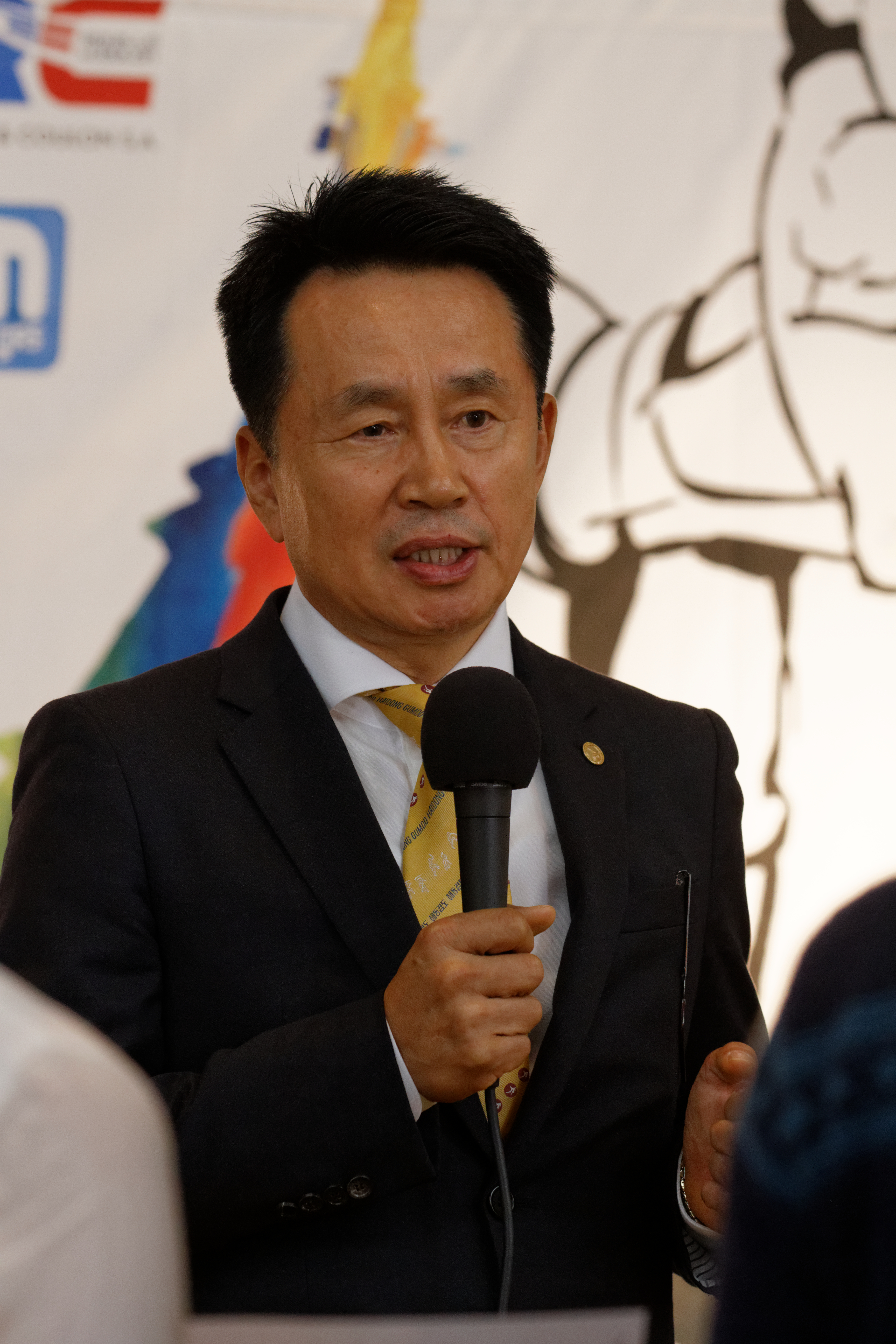
Kim Jeong-Ho, président de la Fédération Daehan Haidong Gumdo

La hausse rapide de la popularité du Haidong Gumdo au cours des années 1990 a conduit à des litiges et des batailles juridiques entre les deux grandes fédérations, les Daehan Haidong Gumdo Fédération et Hanguk Haedong Gumdo Fédération,
En raison de ces poursuites, l'histoire de la discipline est venue à être examinée par un tribunal judiciaire. Les fondateurs du Haidong Gumdo avaient fait diverses réclamations douteuses concernant la lignée de leur discipline, ce qui suggère qu'il a été enracinée dans les traditions martiales de la Samurang (士 武 郞), un groupe de guerriers d'élite censée à l'origine formé par un maître nommé Seolbong dans le royaume de Goguryeo, qui aurait également joué un rôle dans la création de la caste des samouraïs au Japon. Dans certains pays, "Samurang" a été enregistré comme une marque par la Fédération mondiale Haidong Gumdo.
Kim Jeong-Ho, président de la Fédération Daehan Haidong Gumdo, a également affirmé qu'il avait appris le Haidong Gumdo d'un maître appelé Jangbaeksan (sens Mont Baekdu) à la montagne Kwanak. Le tribunal a estimé que ces allégations étaient fausses, ou «métaphorique». Les procès ont conclu[citation nécessaire] que le Haidong Gumdo a été créé par Kim Jeong-Ho et Na Hanil, qui avaient tous deux étudié les arts de l'épée coréens de Gicheonmun (sous Bak Daeyang) et la gomme Shim Do (en vertu de Kim Changsik). La paire a travaillé ensemble sous le nom de la plus largement connue de leurs deux arts, la gomme Shim Do. Autour de 1984, ils ont commencé l'enseignement de leur art martial sous le nom de Haidong Gumdo. L'Haidong Gumdo reste un art relativement mineur jusqu'en 1989, où Na Hanil a joué le personnage principal dans une série télévisée coréenne. Cela a contribué à promouvoir la Haidong Gumdo considérablement.

## Galerie

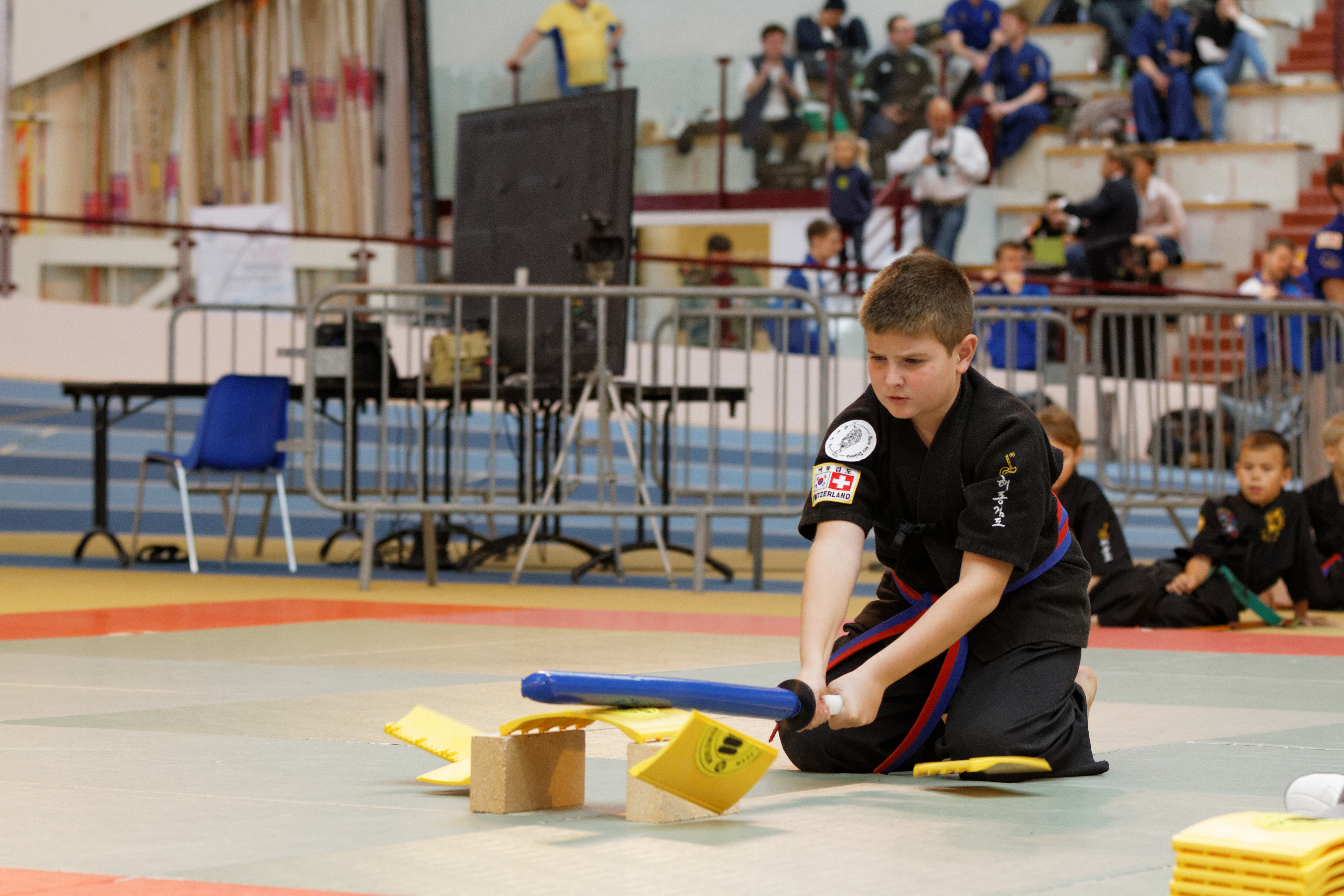
casse
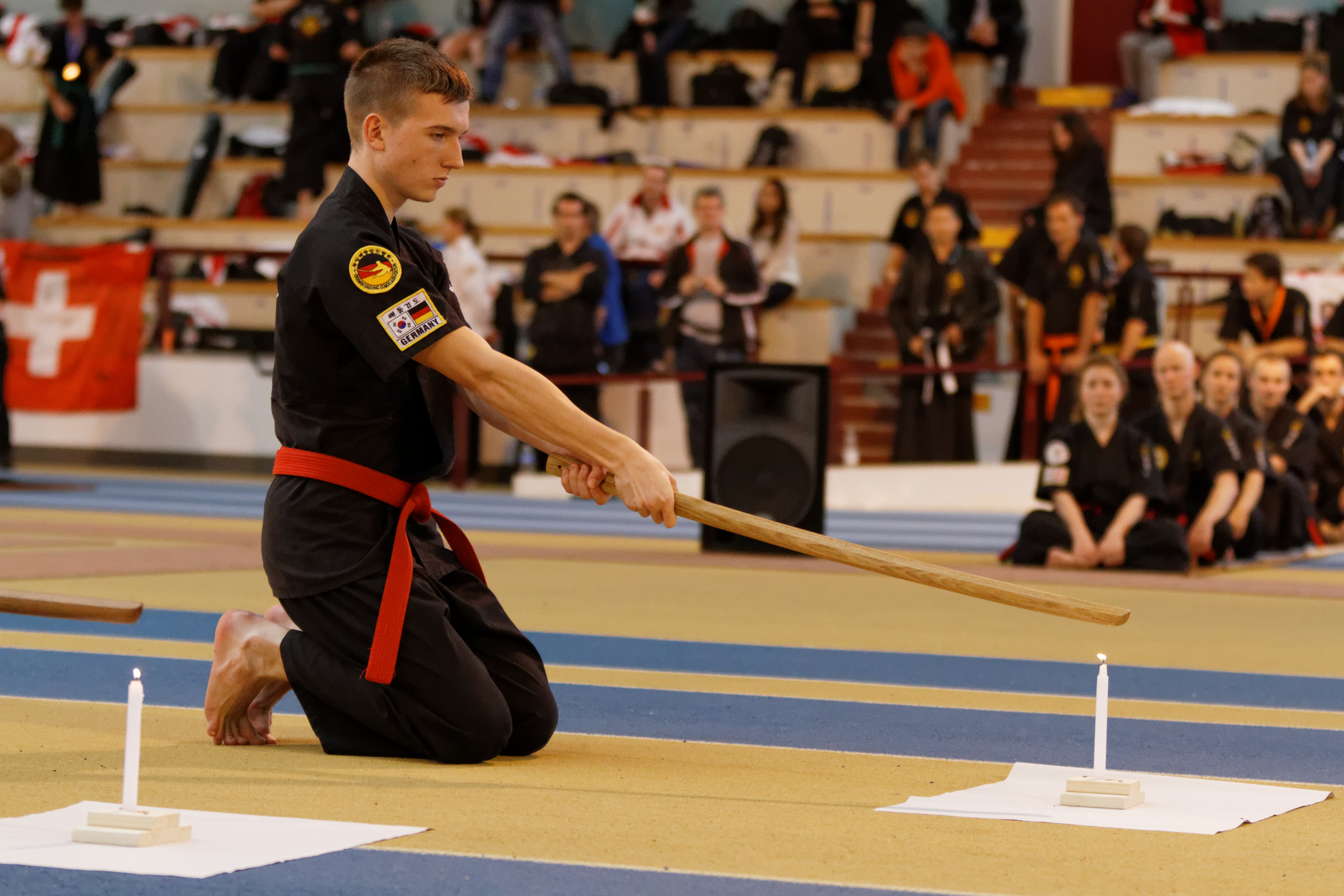
extinction de bougie
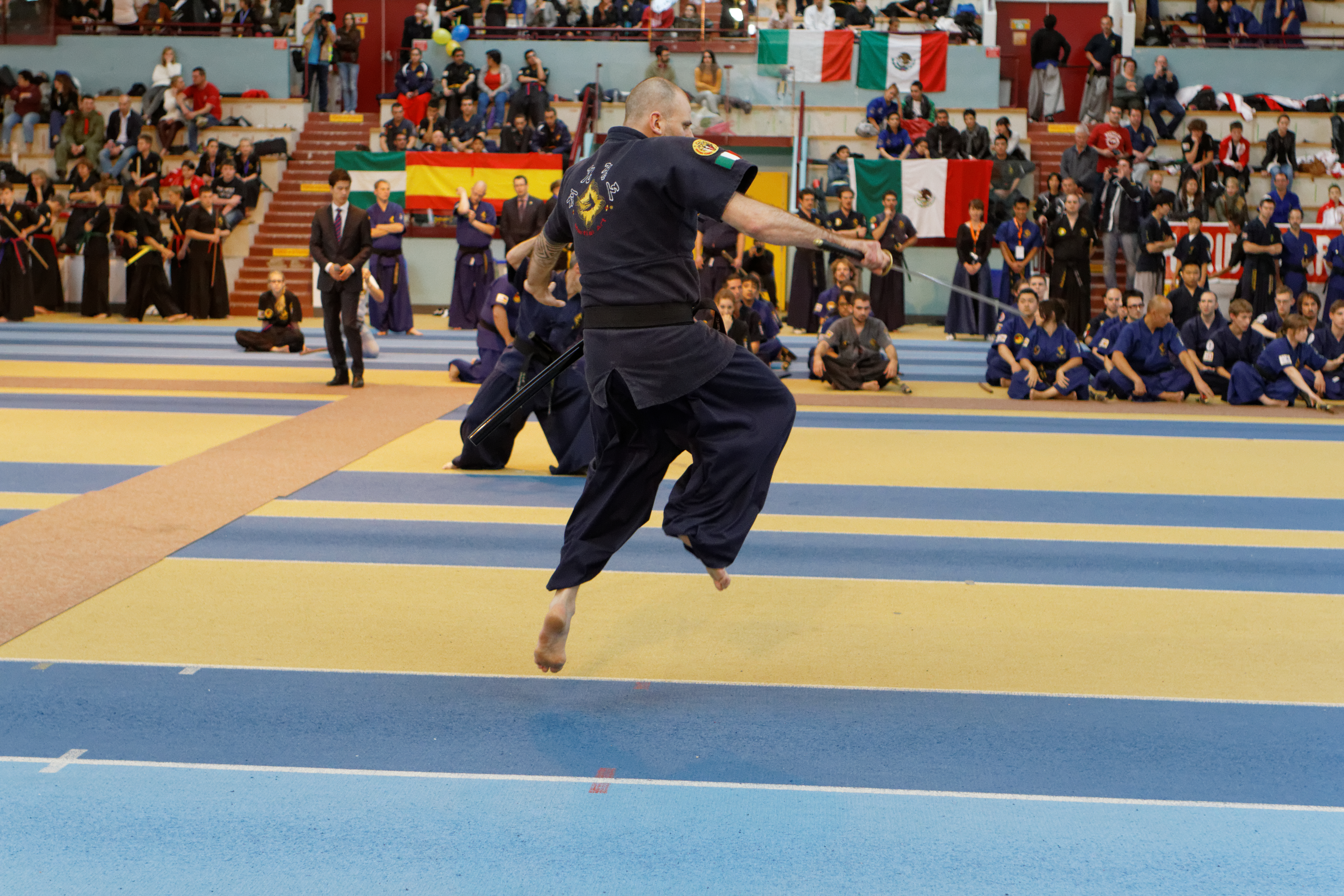
Gumbup, formes codifiées
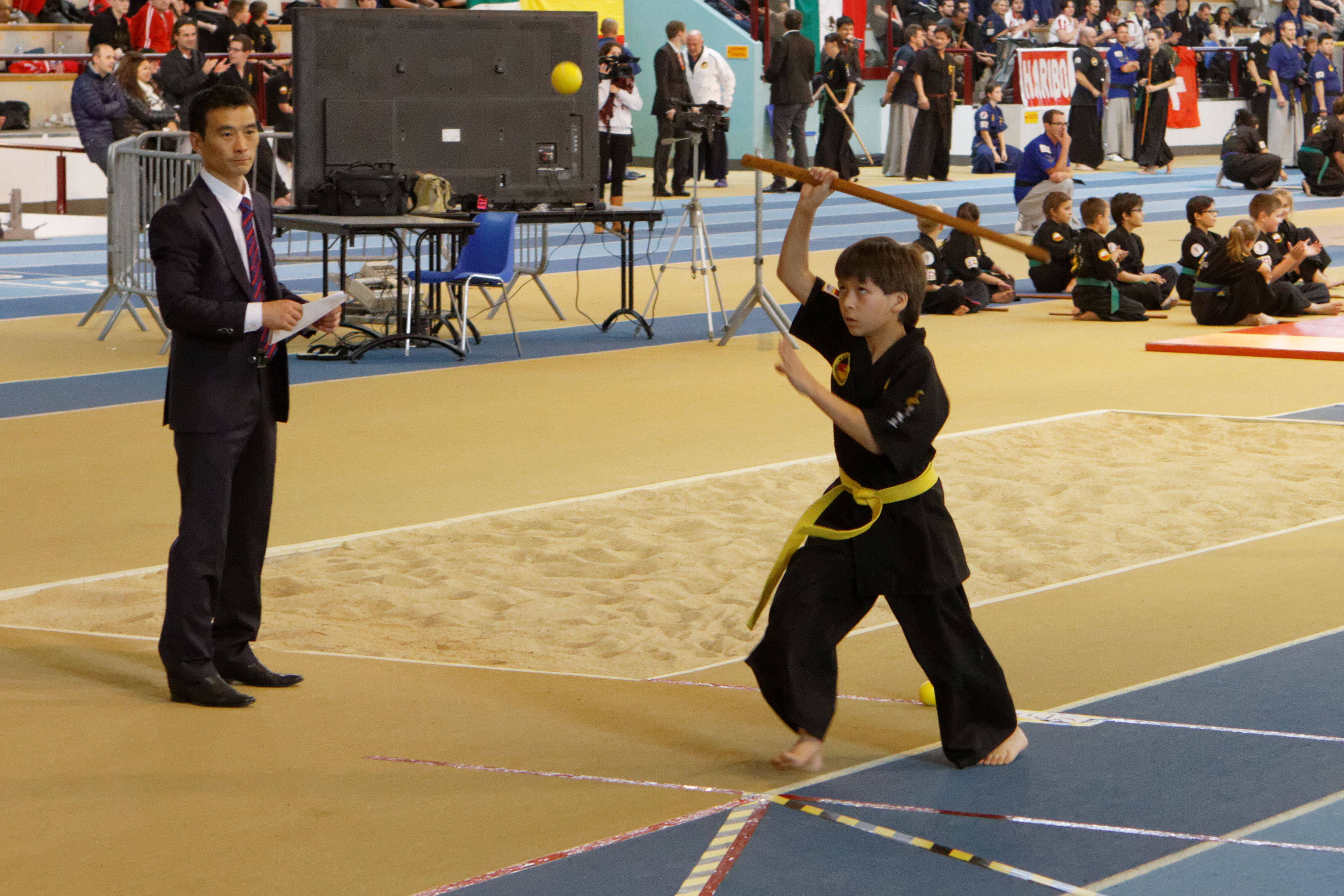
coupe d'objets lancés
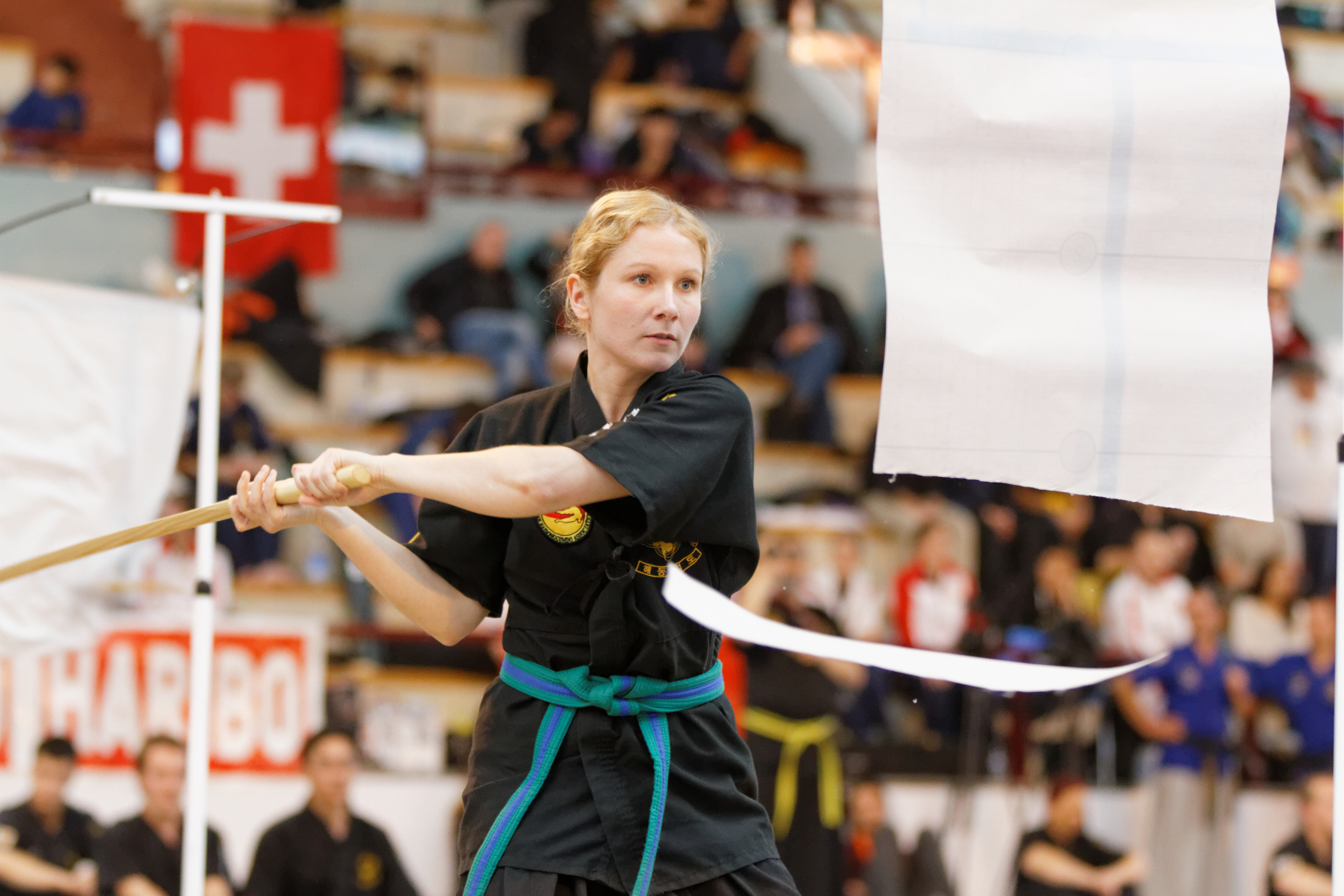
coupe de papier